# Tennistoernooi van Newport

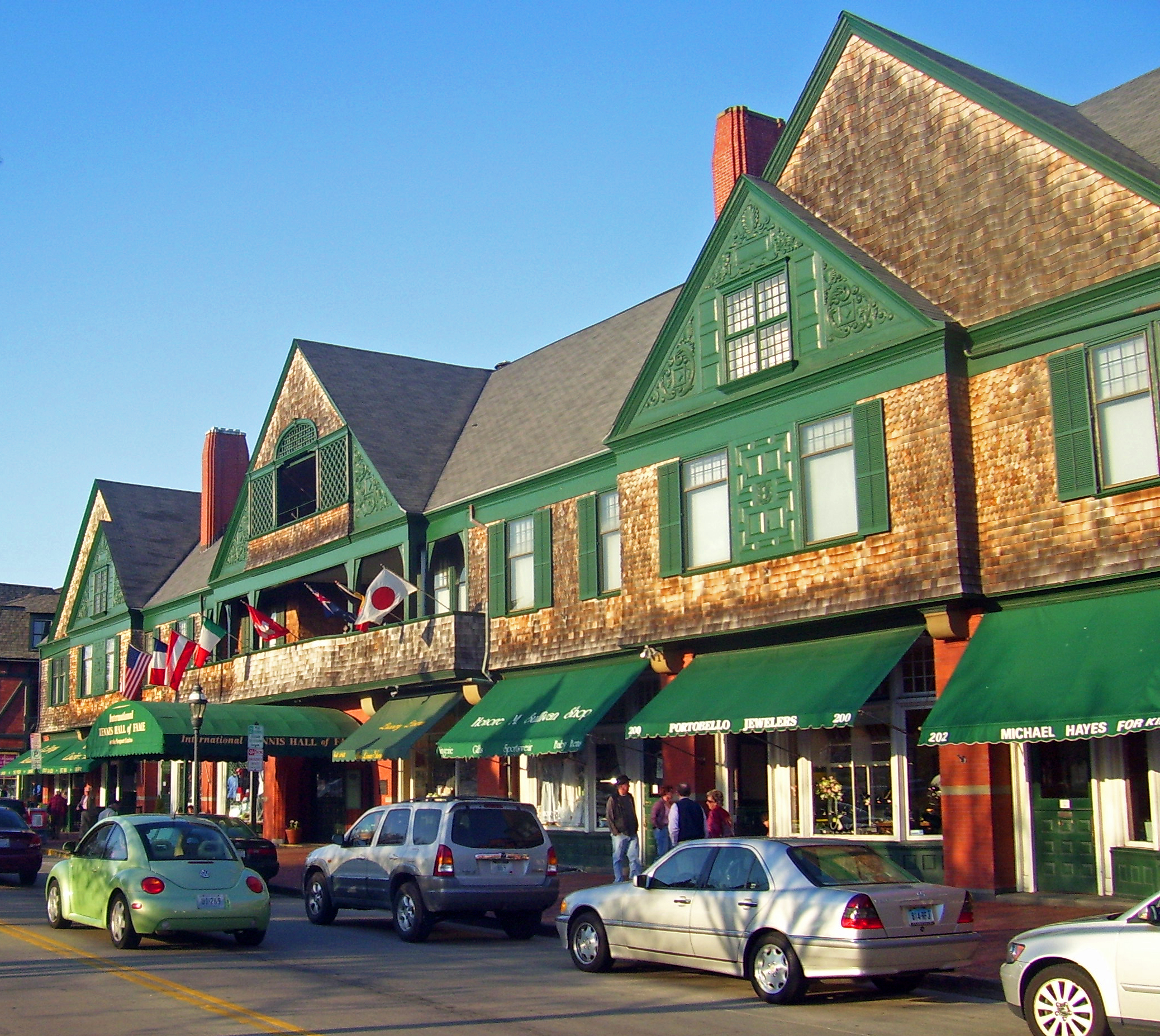
Newport Casino

Het tennistoernooi van Newport is een jaarlijks terugkerend toernooi dat wordt gespeeld op de grasbanen van het Newport Casino (tevens huisvesting van de internationale Tennis Hall of Fame) in de Amerikaanse stad Newport. De officiële naam van het mannentoernooi is Hall of Fame Tennis Championships. Het vrouwentoernooi, met als officiële naam Virginia Slims of Newport, werd na 1990 niet voortgezet.
Het toernooi wordt jaarlijks in juli gehouden ter gelegenheid van de inhuldiging van de nieuwe leden van de Tennis Hall of Fame.
Het toernooi bestond in de periode 1983–1990 uit twee delen:
- ATP-toernooi van Newport, het toernooi voor de mannen (1976–heden)
- WTA-toernooi van Newport (VS), het toernooi voor de vrouwen (1971–1974, 1983–1990)

Navigatie
- Navigatie tennistoernooi van Newport